# Шальчинінкський район
Шальчинінкський район (Шальчинінкське районне самоуправління, лит. Šalčininkų rajono savivaldybė) — район у Вільнюському повіті. Центр — місто Шальчинінкай.

## Географічне положення
На півночі і заході межує з Варенським районом Алітуського повіту, на півдні з Гродненською областю Білорусі.

## Адміністративний поділ
Район включає 13 староства:
- Акменинське (лит. Akmenynės seniūnija; Акменине)

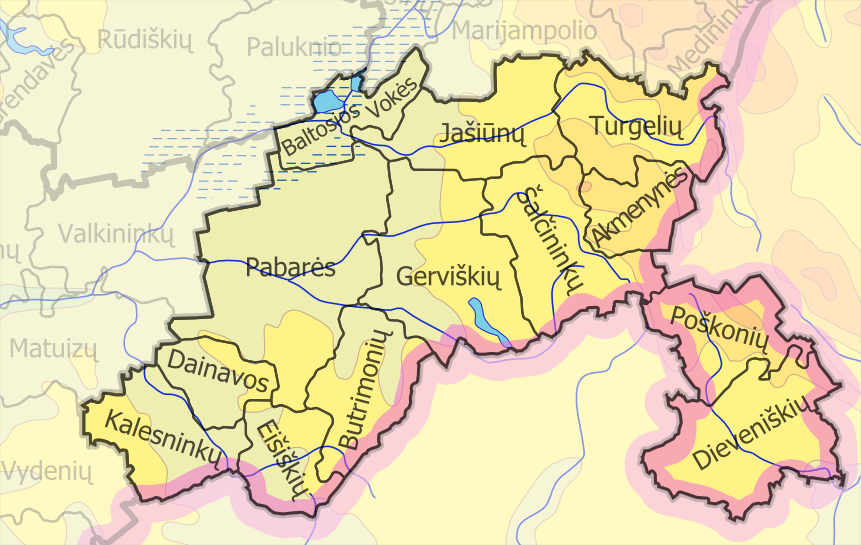
Староства Шальчинінкський району

- Балтої-Вокське (лит. Baltosios Vokės seniūnija; Балтої-Воке)
- Бутрімонське (лит. Butrimonių seniūnija; Бутрімонес)
- Даінавське (лит. Dainavos seniūnija; Даінава)
- Дев'янішкське (лит. Dieveniškių seniūnija; Девянішкес)
- Ейшишкеське (лит. Eišiškių seniūnija; Ейшишкес)
- Гервішкеське (лит. Gerviškių seniūnija; Гервішкес)
- Яшунайське (лит. Jašiūnų seniūnija; Яшунай)
- Келяснінкайське (лит. Kalesninkų seniūnija; Келяснінкай)
- Пабарське (лит. Pabarės seniūnija; Пабаре)
- Пошкониське (лит. Poškonių seniūnija; Пошконис)
- Шальчининкське (лит. Šalčininkų seniūnija; Шальчинінкай)
- Тургеляйське (лит. Turgelių seniūnija; Тургеляй)

## Населення
Населення району — 38 428 чол. (2005).
З них:
- 80,4 % — поляки;
- 10,5 % — литовці;
- 5,0 % — росіяни;
- 2,9 % — білоруси;
- 0,7 % — українці.

## Населені пункти

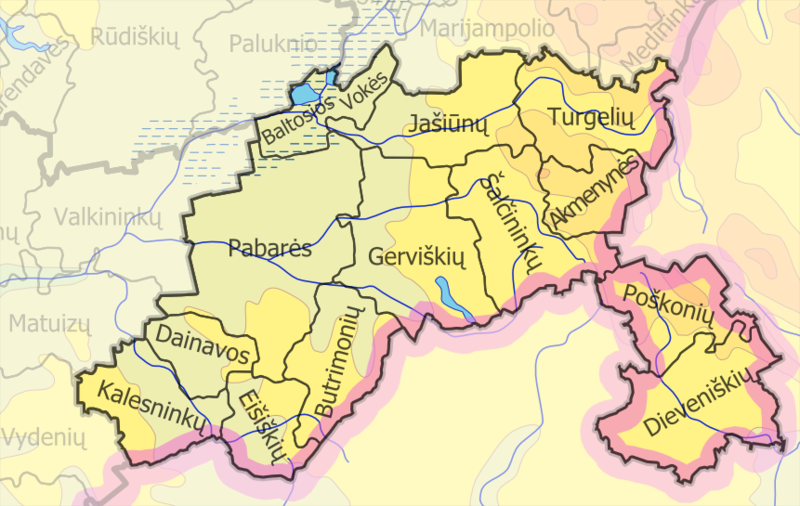
Староства Шальчинінкского району

- 1 міста — Балтої-Воке, Ейшишкес і Шальчинінкай;
- 2 містечка — Девянішкес і Яшунай;
- 450 сіл.

Включає 13 староств.

## Чисельність населення (2001)
- Шальчинінкай — 6722;
- Ейшишкес — 3765;
- Яшунай — 1879;
- Балтої-Воке — 1073;
- Шальчинінкай (село) — 1058;
- Девянішкес — 916;
- Завишоніс — 670;
- Тургеляй — 663;
- Шальчинінкеляй — 620;
- Келяснікай — 618.